# Ольшаниця
Ольшани́ця (Ольшанка, Райгород, Торчеськ) — село в Рокитнянській селищній громаді Білоцерківського району Київської області України. Населення — 2493 осіб.
Уродженцями села є: тесля та політичний діяч Гончаренко Федір Максимович (розстріляний за «списком Сандармоху»), вояк Української Повстанської армії Лейба Добровський, письменник Комендант Павло Іванович, Герой соціалістичної праці М. В. Кривенко, академік НАМН України Яворовський Олександр Петрович, кандидат філологічних наук Віра Федорівна Скрипка та історик Чухліб Тарас Васильович.

## Історія

### Руські міста Райгород і Торчеськ
Ольшаниця  — давнє поселення. Воно згадується в літописах ще 1150 року.

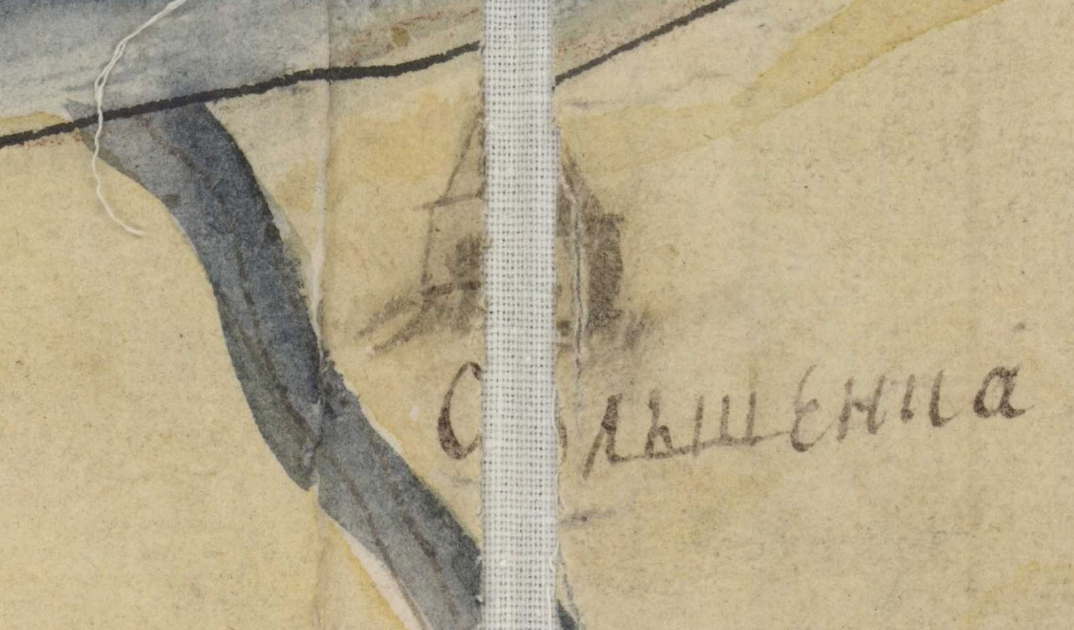
Ольшаниця на карті XVIII століття

Як і Білу Церкву, Ольшаницю заснував князь Ярослав Мудрий, коли будував прикордонні фортеці по Росі від ворогів. Тоді поселення називалось Райгород. Воно було розташоване на території городища, яке збереглося по сей день. Збереглись і змійові вали з ровами, які оточували місто. Там було багато церков. Жителі Райгорода успішно відбивали напади половців. Але татарська навала знищила, спустошила місто.
Поблизу села знаходяться залишки городища літописного міста Торчеськ часів Київської Русі, яке було зруйноване монголо-татарами в 1240 р. і більше не відбудовувалося.

### Велике князівство Литовське
Назва сучасної Ольшаниці, за однією версією, походить від слова «вільха» (староукраїнською мовою - «ольха»). Після спустошення Райгорода люди поселялись у вільхових лісах. Але не виключено, що назва походить від місцевої річки Ольшанка.
1518 року Ольшаниця разом з Рокитним належало Волчку та Сенюшці Романовичам.

#### Битва під Ольшаницею
1527 року під Ольшаницею відбулась одна з найбільших перемог русько-литовського війська над татарами під проводом князя Костянтина Острозького, великого гетьмана литовського.
Взимку 1527 року татари (34 тисячі чи то 40 тисяч, за наказом турків пішли на Полісся і добралися аж до Пинська. Коли ж верталися з ясиром, князь Константин несподівано вдарив на них під Ольшаницею на Київщині (над річкою Гороховаткою, припливом Росі). Разом із князівськими військами під проводом київського воєводи Андрія Немировича та черкаського старости Остафія Дашковича, у битві взяли участь полки княжат Юрія Слуцького, Федора Сангушка, Юрія Радзивілла, Івана та Олександра Корибутів Вишневецьких, Олександра Чарториського.
Бій ішов у глибоких снігах. Загинуло 24 тисячі татар (явне перебільшення), десь із сімсот дісталося в полон, з полону визволено 40 тисяч бранців. За цю славну перемогу Острозького величали найвищим вождем, «summus cum Tataris belli gerendi imperator», а король Сигізмунд І уладив йому у Кракові тріумфальний в'їзд, «приймав його з найбільшими почестями у прияві всього двору; коли він вїздив у місто й на замок, перед ним несли воєнні знаки, здобуті на ворогові у цій війні і вели забраних у неволю татар».
Погром під Ольшаницею став реваншем князя Константина за нещасливу Сокальську поразку.

### Річ Посполита
1590 року король польський Сигізмунд III Ваза на клопотання гетьмана великого коронного Івана Замойського надав Ольшаницю гетьманові Війська Запорозького реєстрового Криштофу Косинському. Князі Острозькі вважали це селише своїм і тому між ними та Військом Запорозьким виникло збройне протистояння, яке закінчилося 1593 р. поразкою Війська Запорозького й загибеллю Криштофа Косинського. 1620 року Ольшаниця перейшла від Острозьких у власність князя Влодислава-Домініка Заславського-Острозького.
Впродовж 1648—1674 років Ольшаниця входила до складу Білоцерківського полку української держави Військо Запорозьке. Між 1650 та 1653 рр. вона стала сотенним містечком і була ним до 1674 р. Одним з багатьох ольшаницьких сотників був Клим Андрієнко.
За даними на початок 1654 року в Ольшаниці проживали 171 особа козацького стану та 121 особа міщанського стану. Містечко було обнесено двома стоячими острогами, один з яких мав 2 проїзні вежі з ворітьми та одну вежу глуху, а другий — одну проїзну вежу з ворітьми. У містечку була 1 залізна пищаль у станку на колесах поміром у 2 гривні та 6 залізних гаківниць поміром у пів-гривні. У містечку була соборна церква Образу Нерукотворного Спаса і церква святого Архістратига Михаїла.
Після 1674 року знову Ольшаниця увійшла до складу Речі Посполитої, а Ольшаницьку сотню було скасовано.
Церковні книги свідчать, що у 1680 році з вільхового дерева був споруджений храм Святої Трійці, а 1740 року його перебудували з дубового лісу і дали ім'я архістратига Михаїла. Залишилась і Преображенська церква.
За адміністративно-територіальним поділом XVIII ст. — село Ольшаниця належало до Брацлавського воєводства.

### Російська імперія
З 1795-го року Ольшаниця належала до Білоцерківської округи Київського намісництва, і з 1797 року - Васильківського повіту Київської губернії.

### Початок 20 століття
У рік відновлення Української Гетьманської держави (1918) жителі села приєдналися до Таращанського повстання.
Поблизу села знайдено скарб римських монет (II ст. н. е.), виявлено залишки двох поселень черняхівської культури, поселення та городища часів Русі. Залишки слов'янського городища (VI—IX ст.). 

### Радянська доба
Під час радянської влади церкви були знищені.

### Незалежна Україна
29 травня 2011 року в селі Ольшаниця сталася радісна подія — освячення новозбудованого храму Святого архістратига Михаїла.

## Населення

### Мова
Розподіл населення за рідною мовою за даними перепису 2001 року:
| Мова       | Відсоток |
| ---------- | -------- |
| українська | 98,03%   |
| російська  | 1,72%    |

## Екскурсійні об'єкти
- Залишки літописного міста Торчеськ
- Музей історії села Ольшаниця

## Підприємства
- САТ «Ольшаниця»
- ТОВ «Ольшаницька нафтобаза»
- МПП «Діоніс»
- СТ «Рось»
- ВАТ «Ольшаницьке хлібоприймальне підприємство»

## Транспорт

Вокзал станції Ольшаниця

Через село проходять два автошляхи територіального значення Т 1021 та Т 1017, а також залізнична лінія Фастів I — Миронівка, на якій розташована станція Ольшаниця.
Відстань до Києва — 114 км.

## Відомі люди
- Комендант Павло Іванович — видавець, прозаїк.
- Кривенко Микола Васильович — новатор сільськогосподарського виробництва, Герой Соціалістичної Праці.
- Віра Федорівна Скрипка (Чухліб, Христенок, нар. 1945) — українська науковиця, мовознавиця, педагогиня. Кандидат філологічних наук, доцент. Дружина письменника Василя Чухліба. Мати доктора наук Тараса Чухліба та кандидатки філологічних наук Тетяни Ткаченко.
- Логвиненко Іван Михайлович — криміналіст радянських часів та письменник.
- Пилипенко Віктор Васильович — український радянський діяч, начальник Дунайського і Чорноморського пароплавств. Депутат Верховної Ради УРСР 10—12-го скликань. Член ЦК КПУ/
- Чухліб Тарас Васильович (нар. 1966) — заслужений діяч науки і техніки України, доктор історичних наук, провідний науковий співробітник Інституту історії України Національної академії наук України, автор багатьох книг з історії.
- Балацька (Гузієнко) Віра Андріївна (нар. 1984) - письменниця, авторка поетичних збірок.